# ماغنوس جوليرود
ماغنوس جوليرود (بالنرويجية: Magnus Gullerud) مواليد 13 نوفمبر 1991 في النرويج، هو لاعب كرة يد نرويجي يلعب كمحور. مثل منتخب النرويج لكرة اليد.

## سجل المنافسة
شارك في البطولات التالية:
- بطولة أوروبا لكرة اليد للرجال 2014
- بطولة أوروبا لكرة اليد للرجال 2016

## روابط خارجية
- ماغنوس جوليرود على موقع الاتحاد الدولي لكرة اليد (الإنجليزية)
- ماغنوس جوليرود على موقع الاتحاد الأوروبي لكرة اليد (الإنجليزية)
- ماغنوس جوليرود على موقع الاتحاد النرويجي لكرة اليد (النرويجية)
- ماغنوس جوليرود على موقع اللجنة الأولمبية الدولية (الإنجليزية)
- ماغنوس جوليرود على موقع أوليمبيديا (الإنجليزية)